# Померанцев, Илиодор Иванович
Иллиодо́р Ива́нович Помера́нцев (29 августа 1847 — 1 мая 1920) — русский астроном-геодезист, заведующий Ташкентской обсерваторией, начальник Военно-топографического училища (1903—1911), генерал от инфантерии (1914), начальник Корпуса военных топографов и военно-топографического отдела Главного управления Генерального штаба (1911—1917).

## Биография
В 1867 году окончил Константиновский межевой институт, в 1869-м — Военно-топографическое училище, в 1874-м — Николаевскую академию Генерального штаба (геодезическое отделение; по 1-му разряду).
С мая 1880 года по 1890 год он являлся заведующим Ташкентской физической и астрономической обсерваторией.
С 1891 года И. И. Померанцев доцент, а затем профессор Лесного института в Санкт-Петербурге. С 1894 года он — начальник геодезического отделения Военно-топографического отдела, а с 1903 года — начальник Военно-топографического училища.
С 1902 года — почётный доктор астрономии Юрьевского университета.
С 1904 года — генерал-лейтенант.
С 1911 года — начальник Корпуса военных топографов и Военно-топографического отдела Главного управления Генерального Штаба. Статус этой должности в Российской императорской Армии предполагал временное исполнение обязанностей начальника Генерального Штаба в периоды временного отсутствия штатного руководителя (отпуск, болезнь, командировки и т. д.).
В 1912 году участвовал в съезде международного Геодезического союза в Гамбурге.
В январе 1914 года представил проект выделения геодезического отделения Николаевской академии Генерального штаба в самостоятельную Геодезическую академию, получивший резкую критику и отложенный рассмотрением в связи с началом войны.
С 1914 состоял председателем астрономическо-геодезической обсерватории в окрестностях Санкт-Петербурга. Руководил подготовкой к войне картографического материала и снабжением войск картами местности (в целом его деятельность была не особенно успешна). В 1917 году уволен от службы по болезни с мундиром и пенсией.
Умер 1 мая 1920 года в Петрограде; похоронен на Никольском кладбище Александро-Невской лавры.

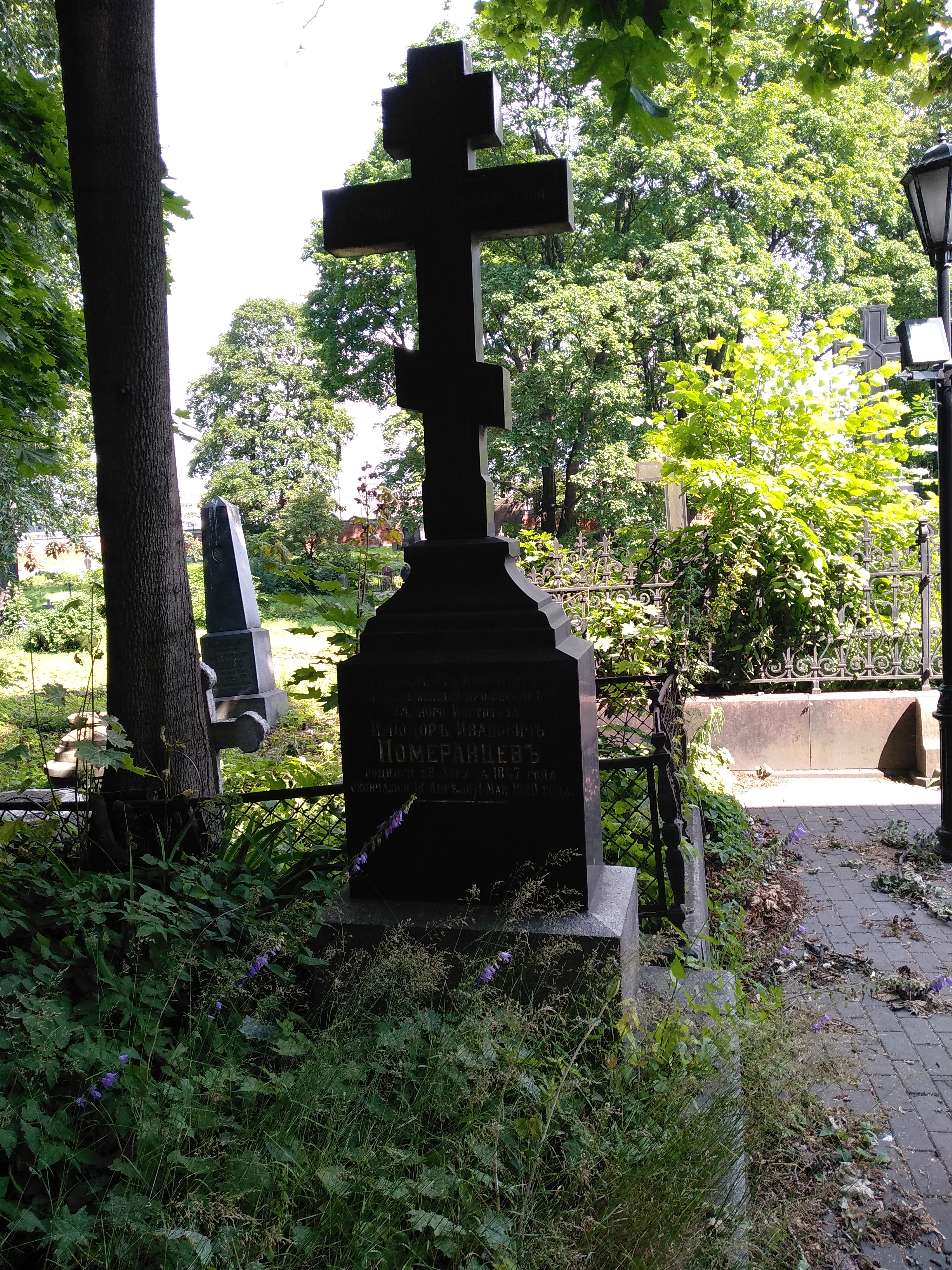
Могила Померанцева на Никольском кладбище Александро-Невской лавры в Санкт-Петербурге

## Научный вклад
В 1877—1880 г. принимал участие в определении с помощью телеграфа разности долгот: Москва—Киев, Киев—Варшава, Николаев, Ростов-на-Дону; Варшава—Вильно, Ковель; Пулково—Дерпт; Рига—Дерпт, Вильно (вместе с капитаном С. Д. Рыльке). И. И. Померанцев совместно с русским астрономом и гравиметристом П. К. Залесским в период 1881—1886 годов определил точные значения долготы ряда городов Туркестана. Также И. И. Померанцев в 1907 году впервые в России наметил программу построения триангуляции 1-го класса. У него также имеется ряд работ по сейсмологии. Награждён Русским географическим обществом золотой медалью имени Ф. П. Литке — за опубликованное в 1896 году исследование «О фигуре геоида в Ферганской области».
Совместно с русским астрономом и гравиметристом П. К. Залесским определил (1881—86) долготы ряда городов Средней Азии. П. впервые в России (1907) наметил программу построения триангуляции 1-го класса. Ряд работ по сейсмологии.
Член-учредитель Русского астрономического общества, член Совета Русского географического общества.

## Награды
За свою службу Померанцев был награждён многими орденами, в их числе:
- Орден Святого Станислава 3-й степени (1881 год)
- Орден Святой Анны 3-й степени (1883 год)
- Орден Святого Станислава 2-й степени (1889 год)
- Орден Святой Анны 2-й степени (1892 год)
- Орден Святого Владимира 4-й степени (1894 год)
- Орден Святого Владимира 3-й степени (1899 год)
- Орден Святого Станислава 1-й степени (06 декабря 1902 года)
- Орден Святой Анны 1-й степени (1907 год)
- Орден Святого Владимира 2-й степени (1911 год)
- Орден Белого Орла (22 марта 1915 года, с 1 января 1915 года)
- Орден Святого Александра Невского (6 декабря 1916 года)